# Александър Серов
Вижте пояснителната страница за други личности с името Серов.
Александър Николаевич Серов е руски композитор и уважаван музикален критик, автор на оперите „Юдит“, „Рогнеда“ и „Вража сила“.

## Детство
Роден е на 11 януари 1820 година в Санкт Петербург, в семейството на интелигенти, които нямат нищо общо с музиката. Баща му Николай Иванович Серов се откроява с тънък и проницателен ум и склонност към сарказъм и ирония. Въпреки съвсем обикновения си произход, той успява да заеме доста добро положение в Министерството на финансите. Бащата има голямо влияние над сина си, но понякога сухият му и рационален характер не хармонира с артистичните наклонности на Александър. Майката на композитора Ана Карповна е интелигентна жена с благороден и добродушен характер. Александър има сестра София, която е също толкова талантлива. Дядо му по майчина линия е евреин.
Високата интелигентност на момчето се проявява много рано – на 4-годишна възраст той може да чете, а на 9 вече чете книги на френски и немски. Още съвсем малък горещо обиква театъра, където родителите му го водят от 3-годишна възраст. През ученическите си години успява да усвои материала изключително бързо, а отношението му към обучението е много сериозно.
Момчето проявява и необикновено пристрастие към рисуването. Прекарва цели дни, рисувайки пейзажи, животни, собствената си стая и каквото още види. Скоро талантът му на художник е забелязан от семейството и приятелите. Впоследствие Серов никога не учи живопис, тъй като цялото му внимание е погълнато от музиката. Въпреки това достига значителна степен на съмоусъвършенстване в рисунките с молив и акварел. Талантът му е наследен от неговия син, художника Валентин Серов.
Въпреки че семейството на Александър не е музикално, в него господства убеждението, че доброто възпитание изисква известно музикално образование и по-точно – свирене на някакъв инструмент. Затова, когато момчето навършва 8 години, започва да го посещава учителка по музика. Малкият Александър няма никакво желание на свири на пиано, нито проявява интерес към музиката, но под строгия поглед на баща си полага сериозни усилия. На 13-годишна възраст безразличието му към музиката постепенно преминава в почит. Негова учителка става 16-годишната Олимпиада Желебева, която има солидна музикална подготовка. Под нейното влияние, продължило цели 7 години, бъдещият композитор основно изучава техниката на свирене на пиано и се запознава с творбите на много германски музиканти.

## Юридическо образование
В началното училище момчето напредва много бързо, проявява се като добър математик, справя се блестящо и по всички останали предмети. Учи в гимназията до 1835 година, когато в Петербург се открива юридическо училище. Бащата иска да подготви сина си за сериозна служебна кариера и 16-годишен, го записва в него.
Момчето се справя добре и с лекота с всички преподавани му предмети, но голямата му любов вече е музиката. В училището се организират музикални вечери и Александър често свири на тях. Изоставя пианото и се посвещава на изучаването на нов инструмент – виолончелото. Тъй като Серов е самовглъбен, сдържан и с високо самочувствие, не се сприятелява с никого освен с Владимир Стасов, който е с 4 години по-млад от него и също се е посветил на музиката. Двамата заедно се задълбочават в изучаването на творбите на известни художници, скулптори, поети и писатели, което оформя художествения им вкус. Заради особения му характер, съучениците му го подлагат на психически тормоз, достигащ до жестокост. Преподавателите и директорът също изпитват неприязън към него и игнорират музикалния му талант. Серов прекарва в тази обстановка почти 5 години и през 1840 година завършва Юридическото училище.

## Младост
По настояване и с протекции от страна на бащата, през същата година Серов започва работа в канцеларията на Пети углавен департамент към Сената. Въпреки че Александър мечтае за музикална кариера, той безропотно приема решението на баща си и акуратно, но без всякакво желание, изпълнява служебните си задължения. Едновременно с това полага всички усилия да развие музикалната си култура, тъй като ясно съзнава, че теоретичните му познания са недостатъчни, а и не е добре запознат с музикалната литература. Дълги години поставя германската класическа музика на първо място, а негов кумир става Бетовен.
Първото си произведение написва през август 1841 година. Това е баладата Der Rattenfänger, която изпраща на Стасов за мнение. Следва малката „Майска песен“, която изпраща за коментар на принц Олденбургски, основател и попечител на Юридическото училище. Благосклонната критика и от двамата е много важна за него, защото му вдъхва вяра в собствените възможности.
Почти по същото време Серов се издига и на служебното поприще. По разпореждане на министъра на правосъдието, „за добра работа“, той е прехвърлен в департамента на министерството.
През 1842 година Серов се запознава с Михаил Глинка и скоро влиянието на известния композитор променя сериозно музикалните възгледи на младежа. Оперите „Живот за царя“ и „Руслан и Людмила“ силно впечатляват Александър и той се запознава детайлно с цялото творчество на Глинка. Едно от най-сериозните последствия за мирогледа му е промененото отношение към националното руско изкуство. Тогава за първи път Серов решава да напише опера. Идеята му е да ползва сюжет от романа Аскольдова могила („Гробът на Асколд“), който 22 години по-късно става основа на операта му „Рогнеда“. Въпреки че проектът за момента не се изпълнява, той подтиква Серов да възобнови творческата си дейност. В периода 1842 – 1844 година написва поредица от малки музикални произведения – „Херувимско“, етюда за пиано Capriccioso quasi burlesco, няколко етюда към пиесата „Мелничарят в Марли“. В продължение на няколко години създава аранжировки на известни произведения, сред които е „Втората меса“ на Бетовен.
Написването на операта обаче става висша и единствена негова цел, а всичко останало до създаването ѝ той приема като подготовка с второстепенно значение.

## Симферопол
През 1845 година Серов напуска Петербург, тъй като получава ново повишение и е назначен за заместник-председател на углавната (наказателната) палата в Симферопол. Така той загубва допира си с театъра, концертите и личното си общуване с музикалните среди на столицата. Под влияние на новите си познати в града започва да изучава „Феноменология“ и „Логика“ от Хегел.
Музикалните му занимания през кримския период, като изключим някои случайни и второстепенни работи, изцяло са насочени към създаването на опера, замислена и започната още в Петербург. Либретото е основано на френската пиеса „Мелничарят в Марли“. Работата по операта върви много бавно и Серов не е доволен от това, което пише. През 1847 година композира „Фантазия за оркестър по Втората идилия на Теокрит“, която е неговата първа оркестрова творба. В това произведение се забелязва липсата на достатъчно знания по техниката на музициране, контрапункт и познаване на теорията, които по онова време все още са слаба страна на композитора. Оценявайки недостатъците си и че без тези знания е невъзможно да се пише музика, Серов се свързва с Гунке и под задочното му ръководство започва да изучава теория на музиката. През май 1848 година напуска службата си в Симферопол и се завръща в Петербург.

## Музикална критика
Тъй като по някакъв начин трябва да се издържа, отново с протекциите на баща си постъпва на работа, като този път е изпратен в град Псков. Там се задържа едва две години и половина, отново самоволно напуска работа и се връща в Петербург. Баща му е толкова разгневен от несериозното поведение на сина си, че го прогонва от къщи и му забранява да се връща завинаги. Той не променя това решение до смъртта си.
При тези условия петербургският живот на композитора се оказва труден, още повече че той много държи на баща си, благоговее пред него и разривът между тях силно го измъчва. Живеейки отделно от семейството си, той трябва да се грижи за материалното си съществуване, което се оказва сериозен проблем. Решава да се занимава с литературна дейност, която обаче не го измъква от бедността. Някои негови биографи определят този етап от живота му като „потънал в нищета“.
Музикалната критика, на която по-късно се отдава, е обусловена единствено от материалната необходимост. Първите му статии привличат внимание и буквално предизвикват сензация. Той има собствено мнение и го изразява с впечатляващ литературен талант. През 1851 година вече печата спорадично, но с голям успех в „Съвременник“, „Библиотека за четене“ и „Пантеон“, а влиянието му като музикален критик нараства. През 1856 година Рапапорт основава специализираното издание „Музикално-театрален вестник“, към който Серов става постоянен сътрудник, отговаряйки за раздел „Музика“. Стремежът на композитора е чрез вестника да възпитава музикалния вкус на публиката. Печата епизодично в брюкселския „Nord“, a също и в някои немски музикални издания Става известен като музикален критик с оригинален поглед, яркост и философска задълбоченост.
Пътуванията му в Германия през 1858 г. (и още веднъж през следващата година) се оказват от огромно значение за него, определяйки окончателно художествения облик на Серов като композитор, който той не променя до края на живота си. При тези пътувания се запознава с водещи музикални знаменитости, като Рихард Вагнер, Ференц Лист, Джакомо Майербер, Ектор Берлиоз. Там слуша образцови изпълнения на първокласни европейски сцени, каквито са дрезденската, берлинската, ваймарската. Посещава германски симфонични концерти и оперни представления от най-високо ниво.
Най-силно е впечатлен от Вагнер и новаторските му идеи, които до голяма степен съвпадат с неговите. Те дават решителен тласък на собствените му намерения и го карат да премине от музикална критика към самостоятелна творческа дейност. Освен това през 1860 година дейността на „Музикално-театрален вестник“ е прекратена и Серов решава да се отдаде изцяло на композиране.

## „Юдит“ и „Рогнеда“
Към времето на задграничните му пътешествия се отнасят два опита в църковен стил – „Рождественска песен“ за сопрано и алт с духов оркестър и кантатата Pater noster. Обаче мисълта за създаване на опера, особено на такава с украински характер, е по-силна от всичко. Той е особено привлечен от два сюжета – гоголевите „Майска нощ или удавница“ и „Нощта преди Рождество“. Над първия от тях работи през 1850-те години, но проектът остава незавършен. По втория създава симфонична пантомима под заглавие „Ковачът Вакула“ и до самия си край не изоставя идеята да създаде от него комична опера. Откъсите от пантомимата „Гопак“ и „Гречаники“ се изпълняват самостоятелно на концерти от 1867 г. Украинските напеви продължават да го привличат, той ги изучава много внимателно и създава малка увертюра за един малоруски концерт от 1861 г.
През 1863 година Серов се жени за Валентина Семьоновна, по баща Бергман. Тя е не само първата жена професионален композитор, но и първата жена, занимаваща се с музикална критика в Русия. След 2 години се ражда синът им Валентин, който по-късно става известен руски живописец и график. Имат и дъщеря, която умира още като бебе.
От момента на закриване на вестника Серов прекратява музикално-критическата си дейност и вниманието му е съсредоточено главно върху замислената от него опера „Юдит“. Написва сам либретото, като за основа използва едноименната трагедия на италианския писател и драматург Паоло Джакомети. Работи упорито и продължително по музиката на петоактната опера, преодолявайки множество технически трудности. Премиерата е на 16 май 1863 в Мариинския театър на Петербург, открит само 3 години по-рано. С появата на тази опера той е признат за водещ композитор, така както преди това е бил признат за водещ музикален критик.
Окрилен от успеха, Серов веднага се заема със следващия си проект – операта „Рогнеда“, отново петоактна. Композиторът за втори път сам пише либретото, което само по себе си се превръща в талантливо драматично съчинение. Само стиховете в него са създадени от руския белетрист Дмитрий Аверкиев. Темата е взета от руската история, а Рогнеда е полоцка княгиня, дъщеря на варяжки княз, една от съпругите на киевския княз Владимир I. Историята е драматична и много подходяща за оперно либрето. В основата ѝ е залегнало противопоставянето на зараждащото се християнство и отмиращото езичество. Премиерата се състои на 27 октомври 1865 година на същата сцена на Мариинския театър.
Успехът и на двете му опери се дължи както на музиката, така и на текста. Музикалната критика не винаги е благосклонна към Серов и минават много години, преди той да заеме подобаващо място в историята на руската музика.

## „Вража сила“
След завършването на „Рогнеда“ Серов се връща за известно време към музикалната критика и замисля да основе свой собствен музикално-театрален вестник под названието „Музика и театър“. Тази идея е основана на желанието да пише статиите си съвсем свободно, без да е подчинен и да се съобразява с никого. Композиторът има както привърженици, така и многобройни врагове, с които води полемика на страниците на вестника. Той се бори както срещу музикалните консерватори, така и срещу членовете и привържениците на „Могъщата петорка“. Налага му се да се бори с най-разнообразни обвинения, сипещи се върху него от различните музикални лагери, тъй като той не принадлежи към нито един от тях.
През 1868 година Вагнер му възлага да направи постановката на неговата опера „Лоенгрин“ в Мариинския театър. През есента на същата година Серов посещава Москва и изнася концерт, в който изпълнява и части от подготвените откъси за новата му опера и които произвеждат силно впечатление. Изнася и три лекции на тема „Великоруската песен“, „Реформата на Рихард Вагнер“ и „Деветата симфония на Бетховен“, които намират широко приложение в пресата и специализираните издания.
Когато „Лоенгрин“ е поставена и лекциите са изнесени, той се отдава изцяло на новата си опера „Вража сила“, която е започнал малко преди това. За основа на нейното либрето служи пиесата на Александър Островски Не так живи, как хочется („Не толкова живи, колкото ни се иска“). Тъй като преработката на текста за нуждите на операта му се струва доста трудна, той я предлага първо на Островски, а след това и на няколко други литератори. След година напразни опити да намери либретист, Серов отново се заема сам да напише текста. Той майсторски успява да се възползва от всички драматични моменти в пиесата и в същото време да избегне всичко, което е неудобно в музикално отношение.
Новата опера „Вража сила" става най-значителният образец на музикална драма, създадена от Серов. На много места в нея са застъпени оригинални руски музикални форми, на други се прокрадват комични моменти, а оркестровката е доведена до поразителна степен на съвършенство. Тази последна негова работа свидетелства за сериозното развитие на автора като композитор.
Операта е завършена и остава малко работа по оркестровката, когато Серов внезапно умира. Вдовицата му възлага довършването ѝ на талантливия оперен композитор Николай Салавьов, преподавател в Петербургската консерватория. На него принадлежи оркестровката главно на 5-и акт. Операта се появява за първи път пред публика на 19 април 1871 година, само 3 месеца след смъртта на автора си. Има огромен успех, на който Серов не може да се наслади.

## Последни години
След операта „Вража сила“ Серов е имал идея да напише следваща комична опера от украинския бит – проект, който отдавна носи във въображението си. Замисля и друга грандиозна опера, посветена на епохата на хуситското движение. В последните години обаче силите му започват значително да отслабват. Поривите му на въодушевление са последвани от часове на униние и меланхолия. Тъжното настроение започва все по-често да обхваща иначе дейната му и бодра натура.
В края на 1870 година Серов е поканен във Виена да присъства на тържествата по случай 100 години от рождението на Бетховен. Близките му се надяват, че пътешествието ще се отрази благотворно върху душевното и физическото здраве на композитора. Но това не се случва и Серов се връща в Петербург още по-болен.
Александър Серов умира внезапно на 20 януари 1871 година от разрив на сърцето. Това се случва по време на оживен разговор за изкуството с негов близък приятел. Погребан е в Александро-Невската лавра на Тихвинското гробище, близо до Михаил Глинка и Александър Даргомижки.